# Helmut Jagielski
Helmut Jagielski, genannt „Jaggel“ (* 13. März 1934 in Wattenscheid-Leithe; † 25. Dezember 2002), war ein deutscher Fußballspieler, der mit Werder Bremen 1961 den DFB-Pokal und 1965 die deutsche Meisterschaft gewann.

## Karriere

### FC Schalke 04 (1950–1961)
Mit 10 Jahren begann Helmut Jagielski bei RW Leithe mit dem Fußballspiel, ehe er 1950 als 16-Jähriger zum FC Schalke 04 wechselte. Entdeckt wurde er von Otto Tibulski. Mit 18 Jahren stieß er direkt aus der Jugend zur Oberliga-Mannschaft der Königsblauen. In der ersten Saison in der Oberliga West 1952/53 bestritt der Halbstürmer und linke Außenläufer 17 Spiele und erzielte dabei vier Tore. Sein Debüt hatte er am 12. Oktober 1952 bei der 0:4-Auswärtsniederlage an der Seite von Günter Brocker, Hermann Eppenhoff und Berni Klodt. Beim 4:1-Auswärtserfolg am 14. Dezember 1952 bei Schwarz-Weiß Essen gelangen ihm die ersten beiden Treffer.
Der technisch herausragende Spieler wurde von Bundestrainer Sepp Herberger am 19. Dezember 1956 in die Junioren-Nationalmannschaft und am 27. März 1957 auch in die B-Länderelf des DFB berufen. Nach 13 Einsätzen war die Saison 1957/58 für ihn zu Ende. Eine Knieoperation im Winter brachte ihn um die Chance, an der Weltmeisterschaft 1958 in Schweden und auch an der Endrunde um die deutsche Meisterschaft 1958 teilzunehmen. In den Europacup-Spielen 1958/59 gegen KB Kopenhagen, Wolverhampton Wanderers und Atlético Madrid war er aber wieder für Schalke am Ball. Nach der Saison 1960/61, in der er auf 18 Spiele und fünf Tore gekommen war, beendete er nach dem letzten Spieltag, am 13. Mai 1961, mit drei Treffern beim 7:0-Heimsieg an der Seite von Willi Koslowski, Hans Nowak und Willi Schulz gegen den Duisburger SV, seine Zeit bei Schalke 04. Von 1952 bis 1961 absolvierte er für die „Knappen“ 156 Spiele in der Oberliga West und erzielte 28 Tore.

### SV Werder Bremen (1961–1967)
Bereits am 13. September 1961 konnte er in der Schalker „Glückauf-Kampfbahn“ mit seinem neuen Verein den Gewinn des DFB-Pokal 1961 feiern. Werder besiegte mit einem Tor von „Jaggel“ unter Trainer Georg Knöpfle den 1. FC Kaiserslautern mit 2:0 Toren. 1962 und 1963 wurde Werder jeweils Vizemeister in der Oberliga Nord. Jagielski sammelte durch die Spiele im Europapokal 1961/62 gegen Aarhus GF und wiederum Atlético Madrid weiter internationale Erfahrung. In der Oberliga Nord spielte er von 1961 bis 1963 für Werder 53 Mal und schoss drei Tore. Ab der Saison 1963/64 spielte man in der neu installierten Bundesliga. 1964/65 gewann Werder Bremen unter Führung von Trainer Willi Multhaup überraschend die deutsche Meisterschaft. Die Bremer „Beton-Abwehr“, sie ließ nur 29 Gegentore zu, war Garant dieses Erfolges. Jagielski, zwischenzeitlich von Trainer Multhaup zum Ausputzer umgeschult, war der Chef der Bremer Defensive. Da er als ehemaliger Stürmer und Techniker das filigrane Spiel nicht immer unterdrücken konnte und er nicht nur brachial die Bälle aus der Gefahrenzone beförderte, wurde er auch als „Bruder Leichtfuß“ tituliert. Er war kein eigentlicher Ausputzer, er war vielmehr der erste spielerisch agierende Libero in der Bundesliga. Am Schlusstag der Saison 1966/67, am 3. Juni 1967, spielte er bei der 1:4-Niederlage beim 1. FC Köln das letzte Mal für Werder – 1963–1967 bestritt er 64 Spiele für Bremen – und in der Bundesliga.

## Ausklang
Der mit der Tochter von Ernst Kalwitzki verheiratete gelernte Kaufmann führte nach Beendigung der Laufbahn noch ein paar Jahre die Vereinsgaststätte von Werder Bremen und betätigte sich als Trainer im Amateurbereich bei Delmenhorst, dem Blumenthaler SV und den Werder Amateuren.